# 여천동 (여수시)
여천동(麗川洞)은 대한민국 전라남도 여수시의 동이다.

## 개요
여천동은 석창성과 퇴미산성, 대통마을의 선사주거지 등의 유적에서 알 수 있듯이 조선시대까지도 여수지방의 중심마을이었다. 고려시대에는 여수현의 치소로 조선시대에는 여수면과 현내면으로 불리며 행정의 중심 마을이었으나 근대식 행정구역 개편이 이루어진 1914년이 되면서 좌수영이 있던 구항지역으로 행정의 기능이 옮겨가게 되어 여천이란 이름도 새로 만들어지게 되었다. 여천동은 선원동, 여천동, 화장동 3개의 법정동으로 이루어진 도농복합형태의 지역으로 무선·화장지구 택지개발로 인한 주택 및 상가의 증가로 신도심이 형성되고 있다.

## 법정동
- 선원동(仙源洞)
- 여천동(麗川洞)
- 화장동(禾長洞)

## 교통
- 여수공항 (9km)
- 여천역 (2km)

## 기관
- 여천전남병원 (무선로 95, 선원동)
- 여천동주민센터 (무선로 190, 선원동)
- 여천공용버스터미널 (무선로 200, 선원동)
- 여수출입국외국인사무소 (무선로 265, 화장동)
- 전라남도학생교육문화회관 (대통1길 55, 화장동)
- 무선치안센터 (성산로 43, 화장동)
- KT&G 여수지사 (화산로 25, 화장동)
- 여수선원동우체국 (화산로 102, 선원동)
- 여천역 (시청로 200, 여천동)
- 선원동성당 (선원2길 27, 선원동)
- 안전보건공단 전남동부지사 (무선중앙로 35, 선원동)
- 한국가스안전공사 전남동부지사 (성산2길 10-6, 화장동)

## 여가
- 성산공원

## 대형마트
- 롯데마트 여천점 (무선로 187, 선원동)

## 주거
| 단지명                | 건설사                                   | 시행사       | 주소                | 입주       | 비고     |
| --------------------- | ---------------------------------------- | ------------ | ------------------- | ---------- | -------- |
| 도원지구 우미이노스빌 | 우미건설                                 | 우미건설     | 선원4길 67 (선원동) | 2004년 6월 |          |
| 무선주공 3단지        | 덕흥종합건설㈜ 우일건설산업㈜ 남흥건설㈜ | 대한주택공사 | 덕양로 157 (화장동) | 2005년 7월 | 국민임대 |
- 선원동 금호타운 (시청로 82, 선원동)
- 대주아파트 (무선1길 20, 선원동)
- 남양 2단지 (무선2길 27, 선원동)
- 무선주공 (무선2길 39, 화장동)
- 남양 1단지 (무선3길 18, 선원동)
- 롯데케미칼사택 (무선로 27, 선원동)

## 교육
- 무선초등학교 (화산2길 31, 화장동)
- 여천중학교 (선원1길 26, 선원동)
- 도원초등학교 (선원4길 38, 선원동)
- 여선중학교 (무선로 71, 선원동)
- 성산초등학교 (대통1길 13, 화장동)
- 무선중학교 (대통1길 29, 화장동)
- 여수석유화학고등학교 (대통1길 45, 화장동)
- 여천고등학교 (가곡길 63, 선원동)

## 명소
- 석창성지

## 도로명주소 목록
- 가곡길
- 군장길
- 대통1길
- 대통2길
- 대통3길
- 대통로
- 덕양로
- 도원로
- 무선1길
- 무선2길
- 무선3길
- 무선4길
- 무선5길
- 무선6길
- 무선7길
- 무선8길
- 무선로
- 무선중앙로
- 반월1길
- 반월길
- 선원1길
- 선원2길
- 선원3길
- 선원4길
- 선원5길
- 선원6길
- 선원7길
- 성산1길
- 성산2길
- 성산3길
- 성산4길
- 성산5길
- 성산6길
- 성산로
- 시청로
- 여천1길
- 여천길
- 조은길
- 좌수영로
- 주삼덕양로
- 학동북4길
- 화산1길
- 화산2길
- 화산3길
- 화산4길
- 화산로
- 흥국로